# ジオクチルソジウムスルホサクシネート
ドクサート(英: Docusate)はドクサート塩（ドクサートえん、英: Docusate salts）またはジオクチルスルホサクシネート(英: Dioctyl sulfosuccinate)で知られ、スルホコハク酸のエステルであるジオクチルスルホコハク酸と、ナトリウムからなる塩である。便秘の治療に用いられる便軟化剤タイプの瀉下薬である。子どもの硬い便を解消するのに適切な薬剤とされる。オピエートの副作用である便秘の治療に用いられ、単体または刺激性の瀉下薬と共に使用される。投与法はカプセルによる経口または直腸座薬である。通常、服用から1日から3日で効果がみられる。また、綿棒等で外耳へ塗布することで、耳垢の除去剤としても使われる。
副作用は一般的に診られない。稀に腹痛と下痢になることがある。長期間の服用は、効果の減少と腸機能の低下の原因になる可能性がある。妊娠中や授乳期のドクサートの服用は許容される。
ドクサートの作用機序は便が水分を吸収するのを促し、便を柔らかくする効果がある。ナトリウム、カルシウム、カリウムなどと塩化合成されたものが一般的である。
世界保健機関の必須医薬品リストに掲載されており、最も効果的で安全な医療制度に必要とされる医薬品である。後発医薬品として入手でき、値段は高くない。米国での100投与分の価格は約14米ドルである。ナトリウム塩（ジオクチルスルホコハク酸ナトリウム）は、食品添加物としても用いられ、その他にも乳化剤、分散剤、湿潤剤、としても使用される。